# Steve & Eydie
Steve & Eydie é um duo de música pop americano, composta por Steve Lawrence e Eydie Gormé. Eles têm gravado juntos desde que se casaram em 1957. Ambos também tiveram carreiras separadas como artistas solo. O nome do dueto em seus lançamentos foi denotado como "Steve e Eydie", sem os sobrenomes. Eydie nasceu como Edith Gormezano, enquanto o nome de nascimento de Steve é Sidney Leibowitz.
Eles gravaram em vários selos, incluindo Coral e ABC-Paramount nos anos 1950, United Artists, Columbia e RCA nos anos 1960, MGM nos anos 1970, e outros do presente. A última canção a entrar nas paradas dos EUA foi "Hallelujah", sendo mostrada como Parker e Penny.
A canção de "We Got Us" de 1960 não foi lançada como um single de sucesso, mas foi a faixa-título de um LP da ABC-Paramount. Ele lhes valeu um Grammy Award naquele ano.
Em novembro de 2009, Steve Lawrence embarcou em uma turnê musical sem Eydie, que ficou em casa por motivos de saúde. O site oficial confirmou no final de 2010 que Eydie está oficialmente aposentada da turnê, devido a motivos de saúde, e Lawrence estará em turnê sozinho a partir de agora.

## Singles notáveis
Coral Records:

1954 - Make Yourself Comfortable

1955 - Close Your Eyes (Take a Deep Breath)
ABC-Paramount Records:

1960 - This Could Be the Start Of Something Big
United Artists:

1960 - The Facts Of Life (from the movie)

1961 - Cozy (EP)
Columbia:

1963 - I Want To Stay Here (#28)

1963 - I Can't Stop Talking About You (#35)

1964 - Happy Holiday 

1967 - Summer Summer Wind
Calendar Records:

1968 - The Two Of Us
RCA Victor:

1968 - Hurry Home For Christmas

1969 - Real True Lovin'
MGM:

1971 - Lead Me On

1972 - We Can Make It Together